# Trevor Burton
Trevor Burton (9 de marzo de 1949), nacido como Trevor James Ireson es un guitarrista británico y miembro fundador de The Move.

## Carrera

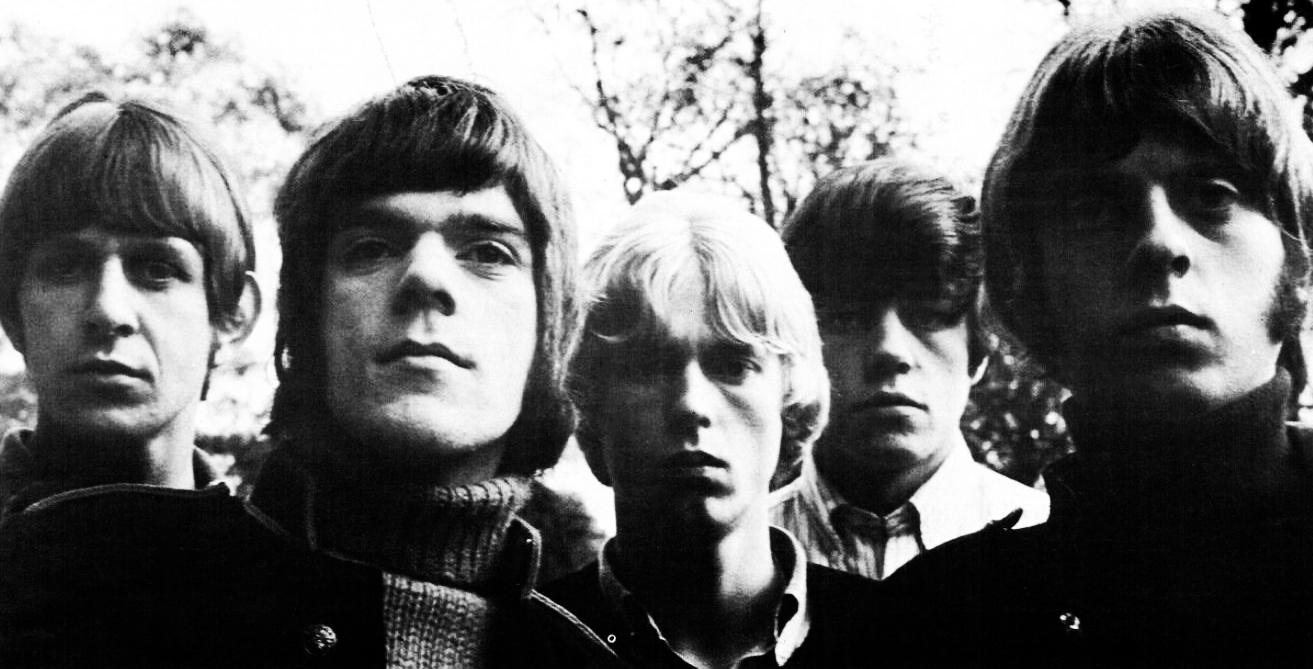
Imagen promocional para el sencillo de The Move "I Can Hear The Grass Grow"

### Primeros años
Burton comenzó a tocar la guitarra a una edad temprana y ya lideraba su propio grupo llamado The Everglades en 1963. En 1964 se unió a Danny King & The Mayfair Set, junto con Keith Smart (batería, ex de The Everglades), Roger Harris (teclados), Denis Ball (bajo) y el vocalista King. La banda grabó un par de sencillos, pero no pudo salir de la zona de Birmingham. Burton aceptó una invitación de otros músicos de Birmingham para formar The Move en enero de 1966, y permaneció con ellos hasta febrero de 1969.

### The Move
La formación original de The Move estaba compuesta por el cantante Carl Wayne, el guitarrista principal/multiinstrumentista/cantante Roy Wood, el baterista Bev Bevan, el bajista Ace Kefford y Burton a la guitarra rítmica. Wayne era el cantante habitual, pero Wood (que escribió la mayor parte del material original en esta etapa), Kefford y Burton también eran cantantes principales en cierta medida. A pesar de tener seguidores en su ciudad natal, Birmingham, la joven banda necesitaba urgentemente un representante y conocer la escena musical de Londres, por lo que el representante de The Moody Blues, Tony Secunda, se convirtió en su representante. Secunda llevó a la banda a Londres y les consiguió una residencia semanal en el famoso Club Marquee, que acababa de dejar libre The Who. Los disfrazó de gánsteres americanos, organizó la firma de un contrato con la modelo en topless Liz Wilson, los alejó de su sonido inicial al estilo Motown y los orientó hacia un sonido en directo más psicodélico e influenciado por la Costa Oeste, y animó a Wood a escribir más material original.
"Night of Fear" fue el primer sencillo de The Move, publicado por Deram Records y que alcanzó el número 2 en la UK singles chart. Entre los singles más exitosos durante la etapa de Burton en el grupo se encuentran "I Can Hear the Grass Grow", "Flowers in the Rain", "Fire Brigade", "Wild Tiger Woman" y "Blackberry Way". El álbum de debut homónimo del grupo, de 1968, fue el único LP de larga duración publicado por la formación original, antes de que Kefford abandonara la banda tras sufrir una crisis nerviosa inducida por el LSD. El grupo continuó como cuarteto y Burton pasó a tocar el bajo. Cuando "Blackberry Way" (con el futuro compañero de banda de Wood y Bevan, Richard Tandy, tocando el clavicordio) alcanzó el número 1 en el Reino Unido tras el fracaso comercial de "Wild Tiger Woman", Burton estaba cada vez más descontento con el material más ligero de Wood con el cambio hacia el pop comercial. Aunque The Move pretendía inicialmente añadir a Tandy a su formación como teclista, cuando Burton se fracturó el hombro, Tandy se pasó al bajo para unos cuantos conciertos y programas de televisión, y se marchó para unirse a The Uglys tras la recuperación de Burton. Tras una pelea en el escenario con Bevan en un concierto en Suecia, Burton abandonó la banda para dedicarse al blues. Burton fue sustituido en el bajo por Rick Price.

### Carrera posterior
Se rumoreaba que Burton iba a formar un nuevo grupo con Noel Redding, que al igual que Burton era un guitarrista que se había pasado al bajo. Burton y Redding compartían un apartamento en Londres en aquella época, y Roy Wood sospechaba que la perspectiva de formar una banda con Redding había animado a Burton en su decisión de dejar The Move. Sin embargo, no se llegó a nada. Burton tocó con miembros de Traffic y se hizo amigo de Steve Winwood, y estuvo a punto de unirse a Blind Faith en 1969. Más tarde dijo que "estuvo a punto de conseguir el puesto de bajista; creo que Steve me quería a mí", pero Ginger Baker quería a Ric Grech en su lugar. Burton se asoció entonces con Steve Gibbons, que lideraba el ya consolidado grupo de Birmingham The Uglys. Burton y Gibbons, junto con la sección rítmica de los Uglys, Keith Smart y Dave Morgan, más el teclista Richard Tandy, crearon un supergrupo de Birmingham que se llamaría Balls.
Balls fue dirigido por el que fuera mánager de Moody Blues/Move, Tony Secunda. Siguiendo la tendencia de Traffic de Chris Blackwell, Secunda organizó que el nuevo grupo se "reuniera" en el campo en una casa de campo alquilada en Berkshire Downs y también contrató al productor discográfico de Traffic, Jimmy Miller, para las sesiones de grabación del grupo. Con Secunda organizando un gran adelanto en efectivo al estilo de Malcolm McLaren por parte de la compañía discográfica, el grupo comenzó a componer y grabar nuevo material mientras tocaba en algunos conciertos locales. Morgan se marchó durante el verano de 1969, para ser sustituido por Denny Laine, ex cantante y guitarrista de The Moody Blues. Pero Balls se separó a finales de 1969, y Tandy se unió a The Move (solamente para actuaciones en directo), luego a Electric Light Orchestra, y Smart acabó uniéndose a Wizzard. Balls volvió a reunirse como cuarteto al verano siguiente, con Laine, Burton, el ex batería de la Plastic Ono Band Alan White y el vocalista Jackie Lomax. Lomax fue pronto sustituido por el regreso de Gibbons, y el ex-baterista de Spooky Tooth, Mike Kellie, reemplazó a White en enero de 1971.
El único lanzamiento del grupo fue un sencillo que salió en el sello Wizard en enero de 1971 y fue reeditado con el nombre de Burton en junio de 1972. La canción "Fight for My Country" era un himno antibélico compuesto y cantado por Burton, e incluía los coros de Steve Gibbons y Denny Laine, que tocaba el bajo en el tema.
Burton fue invitado en el bajo con Crushed Butler en 1970, y fue invitado en la guitarra rítmica con los Pink Fairies durante 1972, permaneciendo con la banda el tiempo suficiente para aparecer en dos canciones de su segundo álbum titulado What a Bunch of Sweeties. También trabajó con el vocalista de Birmingham Raymond Froggatt hasta 1975.
Después de Balls, Steve Gibbons se unió al grupo de Birmingham The Idle Race, que finalmente se convirtió en la Steve Gibbons Band. Burton se unió en abril de 1975, y el grupo obtuvo un éxito en 1977 con la canción de Chuck Berry, "Tulane", además de realizar numerosas giras por América.
Burton dejó Steve Gibbons en 1983 para formar su propia banda. Empezaron a actuar dos veces por semana en el Red Lion de Balsall Heath, Birmingham, con una formación que incluía al saxofonista Steve Ajao. En 1985 la banda grabó un álbum titulado Double Zero (BARLP1), que ahora es una pieza de colección, con Stuart Ford (guitarra slide), Crumpy (bajo), Tony Baylis (batería) y Ben Annon (percusión). La banda ha pasado por varias iteraciones, y en un momento dado incluyó al antiguo teclista de Uglys/Balls/Move/Electric Light Orchestra, Richard Tandy. En 1993, Trevor se unió a Maz Mitrenko en la guitarra principal y, más tarde, al baterista Bill Jefferson y al bajista Pez Connor.
El ex baterista de The Move, Bev Bevan, había estado de gira como "Bev Bevan's Move" desde 2004, aumentado en ocasiones por Trevor Burton. Burton se unió permanentemente en 2007 y la gira de otoño de 2007 se facturó como "The Move featuring Trevor Burton and Bev Bevan".
El 20 de abril de 2018, Burton lanzó su primer disco acústico en solitario, Long Play, en Gray Sky Records. El disco incluye canciones escritas por Burton, así como interpretaciones acústicas de canciones de escritores de canciones modernos críticos como John Darnielle de The Mountain Goats, Vic Chesnutt, Jeff Mangum de Neutral Milk Hotel.